# National Railway Museum
A nagy-britanniai National Railway Museum (NRM) a világ legnagyobb vasúttörténeti múzeuma. A yorki gyűjteményben több mint száz mozdony és csaknem kétszáz egyéb vasúti jármű található.

## Alapítás, terjeszkedés
A National Railway Museum létrehozása előtt a londoni tudományos múzeum kezdte meg a vasúti járművek gyűjtését a világ első igazi gőzmozdonya, a Rocket 1862-es megszerzésével.
A 19. század végén több vasúttársaság is igyekezett megőrizni járműveit és tárgyi emlékeit. Ebben a London and North Eastern Railway (LNER) járt az élen, amely 1927-ben nyitotta meg múzeumát az angliai York kisvárosban. A különálló gyűjteményeket 1948-ban, a vasúttársaságok államosításakor egyesítették.
A National Railway Museum 1975-ben nyílt meg Yorkban, a Leeman Roadon. Ebben az évben ünnepelték a Stockton és Darlington közötti vasútvonal megnyitásának 150. évfordulóját. 

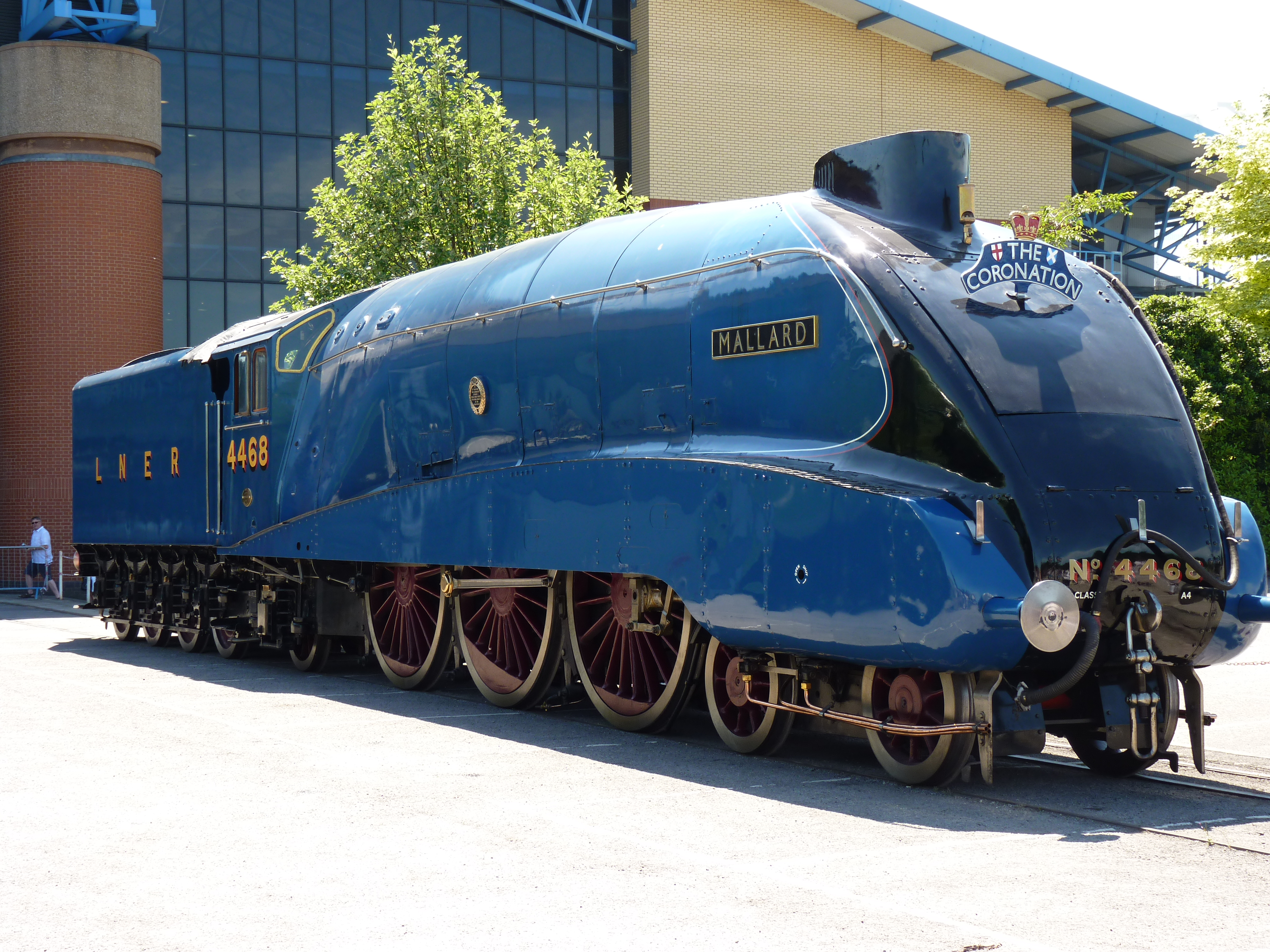
A Mallard, a gőzmozdonyok sebességrekordere a múzeum udvarán

A múzeum célja, hogy a különböző járművek, a vasúttal kapcsolatos tárgyak, művészeti alkotások mellett bemutassa azt a hatást is, amelyet a közlekedés fejlődése a társadalomra tett.
A múzeumnak helyet adó hatalmas, egykor gőzmozdonyok számára épített csarnok a yorki vasútállomás közvetlen közelében van, és a kisváros centrumában álló katedrálistól is mindössze 700 méterre található.
Az intézmény az elmúlt húsz évben folyamatosan terjeszkedett. 2004-ben nyílt meg a Locomotion nevű kiállítóhely a Durham megyei Shildonban, a vasútállomás mellett. Ezt az intézményt az NRM a megyei önkormányzattal együtt közösen működteti. Itt látható a többi között a Timothy Hackworth által készített Sans Pareil mozdony replikája.
A National Railway Museum számos elismerést kapott, 2001-ben az év európai múzeumává választották. Az intézményben tudományos kutatás is folyik, itt működik az Institute of Railway Studies, amelyet az NRM és a városi egyetem közösen üzemeltet. Ebben az intézetben tartotta első nyilvános ülését 1990. április 28-án az A1 Steam Locomotive Trust nonprofit érdekszövetség, amely azért alakult meg, hogy megépítse, majd üzemeltesse a Tornado gőzmozdonyt.
A múzeum restaurátor-műhelyében számos mozdonyt és vasúti kocsit újítottak fel, közülük a leghíresebb a teljesen újjáépített LNER A1-es osztályú gőzmozdony, a Flying Scotsman. A műhelyben folyó munkát a múzeum látogatói a szerelőcsarnok galériájáról figyelhetik.

## Gyűjtemény

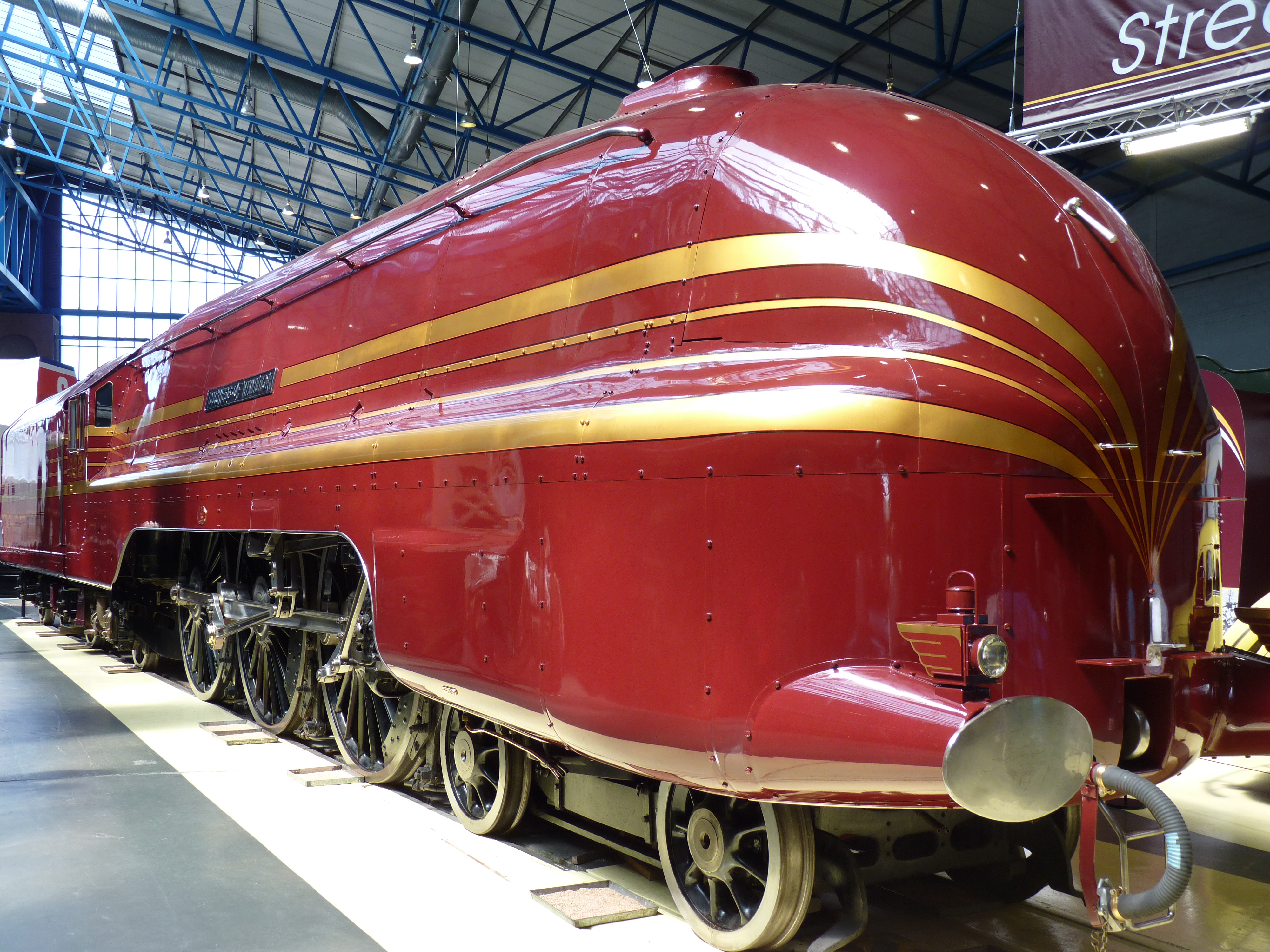
Duchess of Hamilton

A brit nemzeti vasúti gyűjteménybe nagyjából 280 különböző mozdony, személy- és teherkocsi tartozik, ezek közül száz állandóan Yorkban van, míg a fennmaradó készletet Shildon és más közlekedési múzeumok között osztják el. A múzeum talán leghíresebb darabja, a gőzmozdonyok sebességi rekordját 1938 óta tartó Mallard is így került át 2010. júniusában egy évre a shildoni múzeumba.
A yorki Nagy Csarnokban a mozdonyok fejlődése követhető nyomon. A látogatót George Stephenson hírneves mozdonya, a Rocket replikája fogadja; az eredetit a londoni tudományos múzeumban állították ki. A legkorábbi eredeti darab egészen a vasút hőskorából, az 1815 körüli évekből származik. A múzeumban egyetlen kivétellel olyan vasúti járművek láthatók csak, amelyeket Nagy-Britanniában használtak, vagy ott készültek.
A múzeumban megtekinthetők a Csatorna-alagút fúrásánál használt eszközök, és a Nagy Csarnokban áll egy hosszában félbevágott gőzmozdony is, amelyen tanulmányozni lehet, hogy miként működött a hatalmas szerkezet.

### Királyi vonatok
Külön csarnokban, a Palaces on Wheels (Gördülő paloták) elnevezésű kiállításon láthatók a brit uralkodóház által használt szerelvények. 1842 és 1977 között 28 királyi vonatot építettek, ezek közül látható jó néhány a National Railway Museumban. Köztük van Adelaide királyné kocsija is, aki valószínűleg elsőként utazott vonaton a brit uralkodói házból.
Látható a többi között Viktória brit királynő vonata is, aki először 1842. június 13-án Windsorból utazott Londonba gőzmozdony vontatta szerelvényen, illetve VI. György szalonkocsija. Ez utóbbit a második világháború alatt használta az uralkodó. Megtekinthető a II. Erzsébetet az 1970-es években szállító, a kor minden kényelmével felszerelt szerelvény is.

### Mozdonyok
- Mallard - Az LNER osztályú A4-es gőzmozdony ipartörténeti jelentőségű gép, ugyanis 1938. július 3-án beállította a gőzmozdonyok azóta is érvényben lévő hivatalos sebességi rekordját. A 21 méter hosszú, a szerkocsival együtt 165 tonna súlyú Mallard hat személykocsival és egy mérőkocsival, a Grantham városától délre található, enyhén lejtő vonalon állította be a ma is érvényes óránkénti 202,6 kilométeres (125 mérföld/óra) sebességet. A mozdony 1963-ig volt szolgálatban, és nagyjából 2,4 millió kilométert futott.[1]
- Flying Scotsman - A magyarul Repülő Skót nevű LNER A1 osztályú gőzmozdonyt közadakozásból vásárolta meg a múzeum. A gépet öt év alatt újították fel az intézmény műhelyében. 1934-ben a Flying Scotsman a gőzmozdonyok történetében először lépte át hivatalosan az óránkénti 160,9 kilométeres (100 mérföld/óra) sebességet. Ez a gép tartja a gőzmozdony által egyhuzamban megtett leghosszabb út (697 kilométer) rekordját is.[5]
- Vulcan KF7 - A KF osztályú gőzmozdonyt Kínából szerezte be az intézmény. A gépet eredetileg Nagy-Britanniában gyártották a Sanghaj és Nanking közötti vasútvonal számára. Ez a legnagyobb és legnehezebb gőzös, amely a szigetországban készült.[3]
- Sinkanszen 0-s sorozat - A kiállítás egyetlen darabja, amely nem Nagy-Britanniában készült, és soha nem is használták ott, a Japánból származó szuperexpressz, amely 2001-ben került Európába. Ez az egyetlen sinkanszen, amelyet Japánon kívül állítottak ki.

### Raktár
Látogatható a múzeum raktára is, ahol sok ezer tárgyat lehet megnézni. Láthatók többek között régi egyenruhák, jelzőberendezések, hajó- és vasútmodellek, poszterek, tervrajzok, fotók, vasúttársasági részvények, mozdonyok névtáblái, állomások bútorai, jegyek, pecsétek és órák.

## Galéria

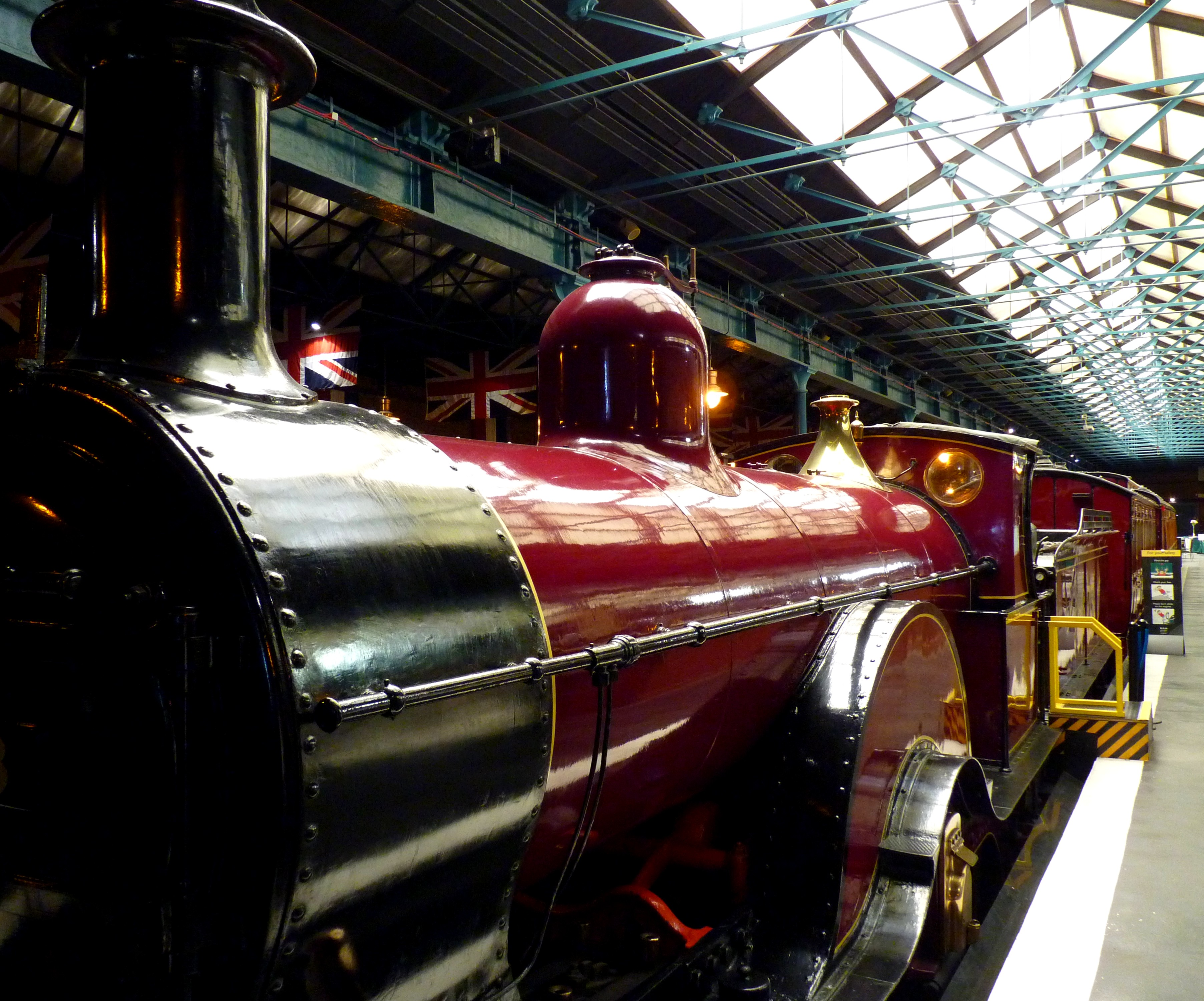
Királyi szerelvény 1.
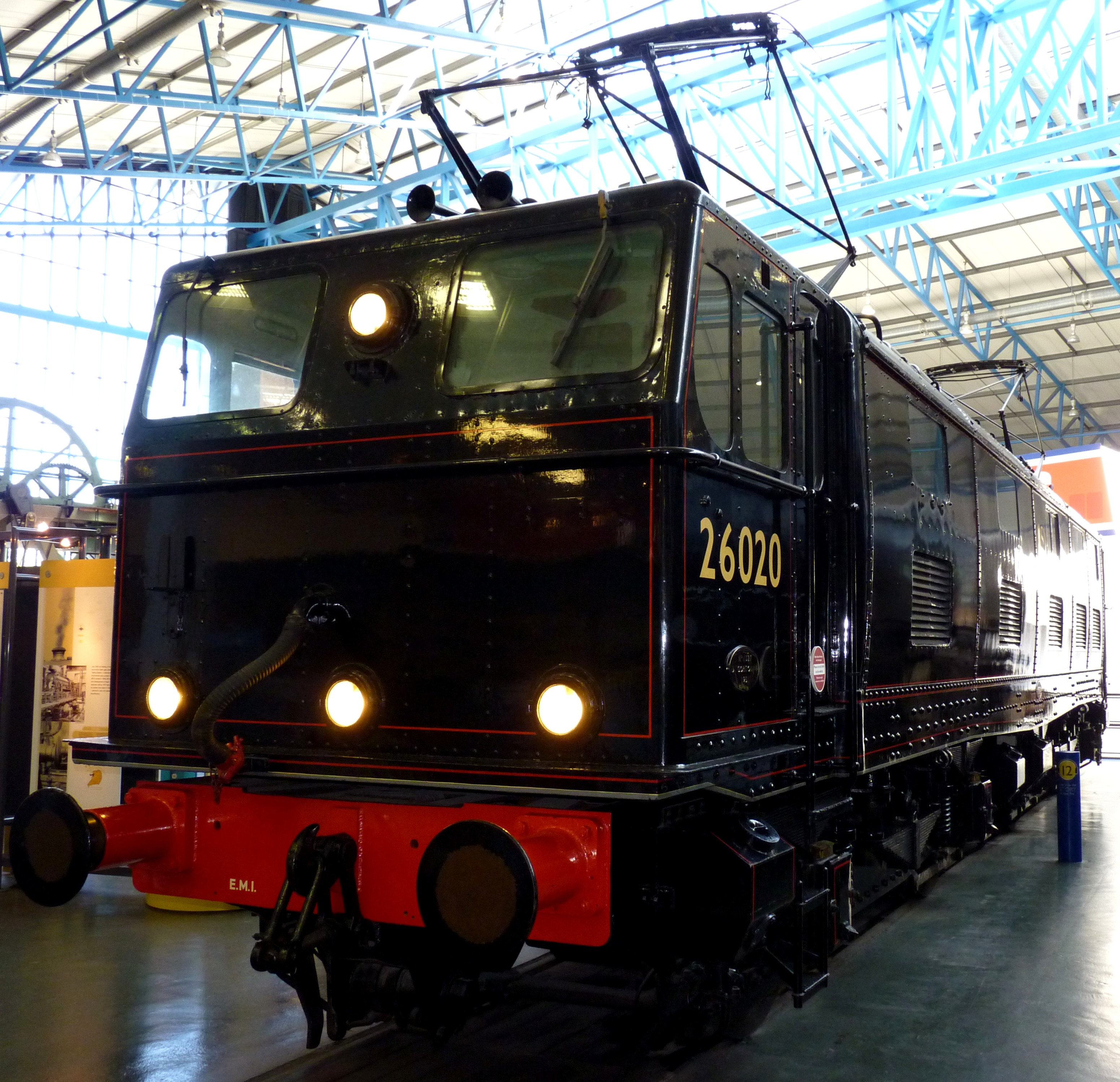
LNER EM1 osztályú mozdony
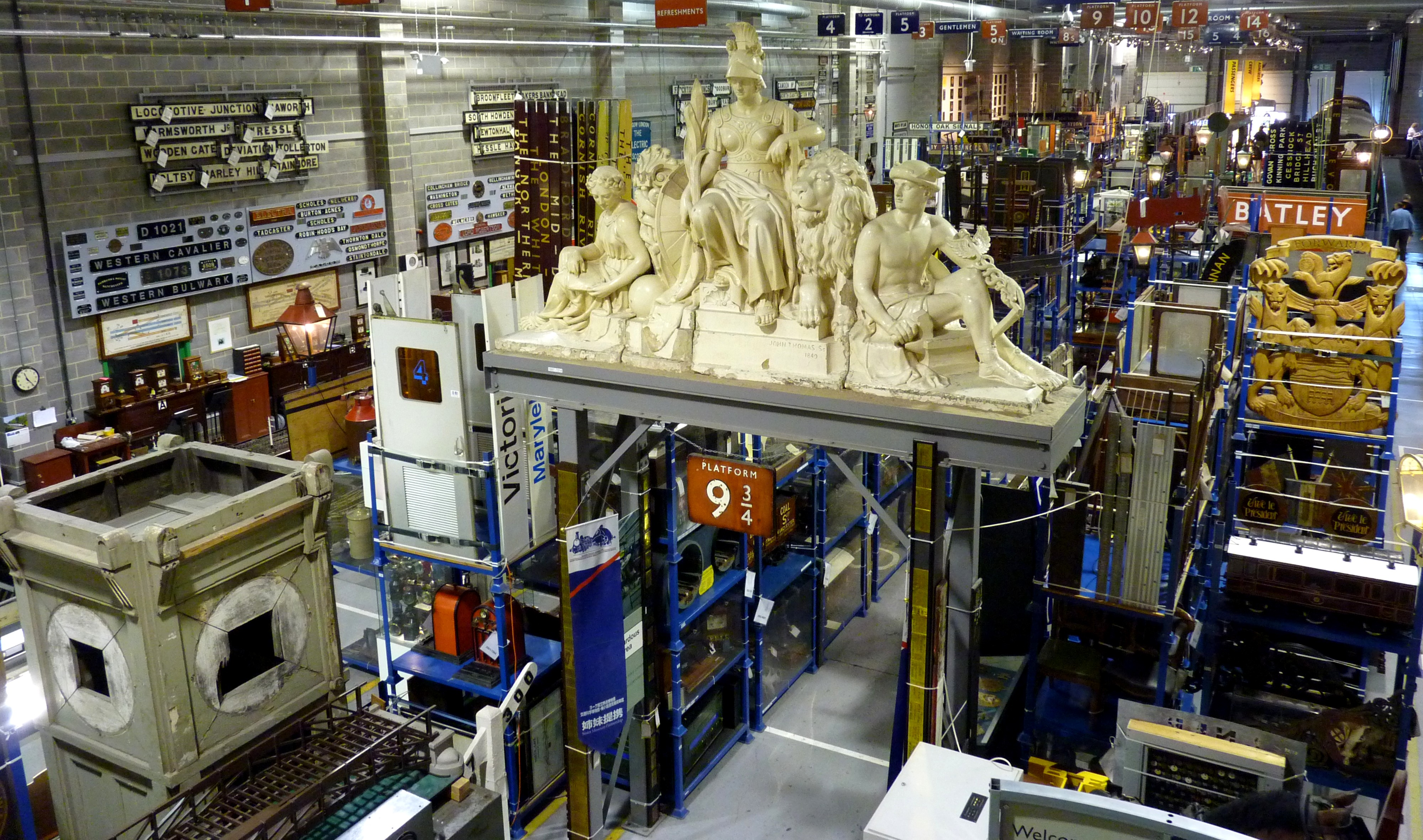
A múzeum raktára
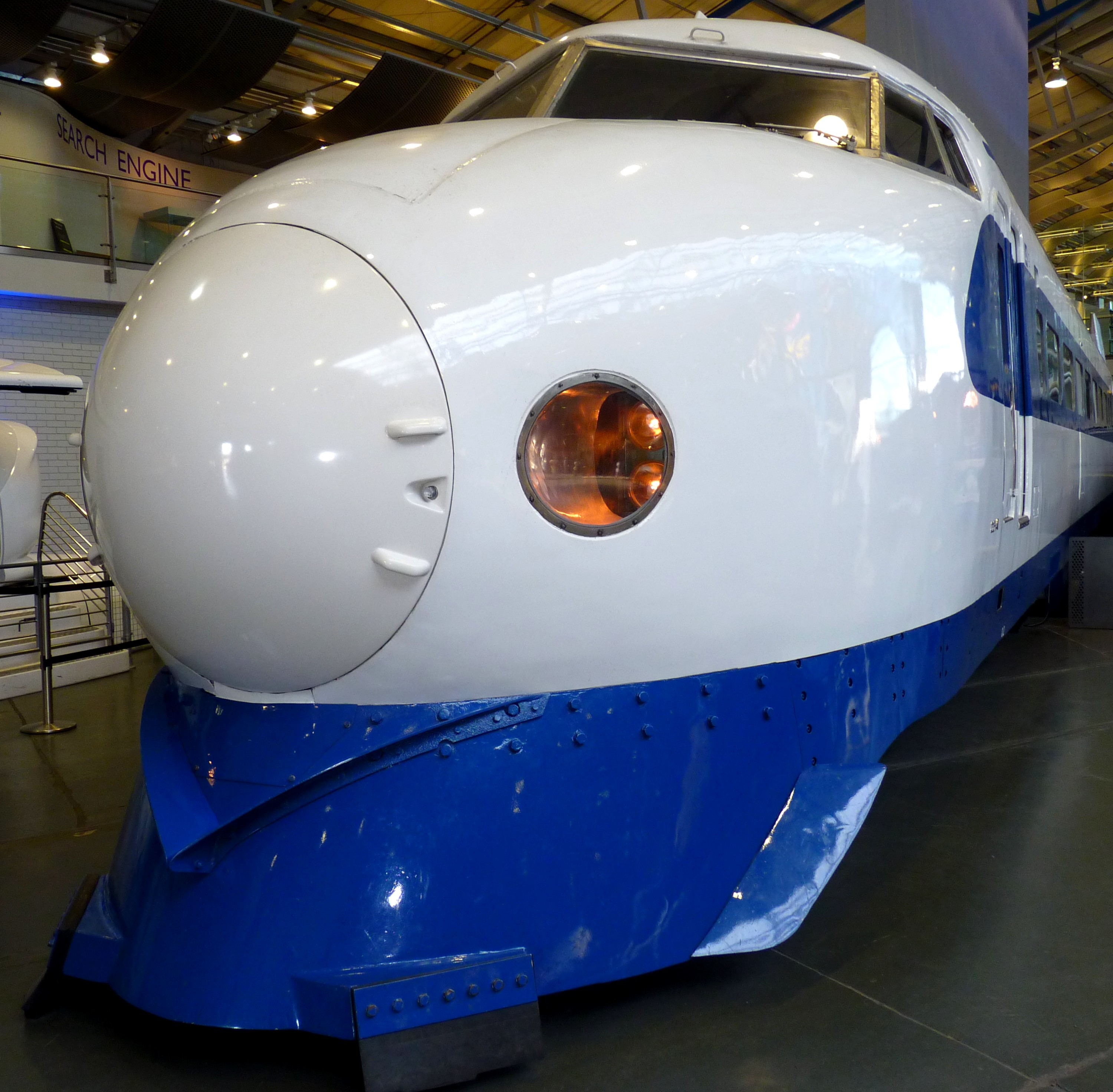
A japán sinkanszen 0-s sorozat vonófeje
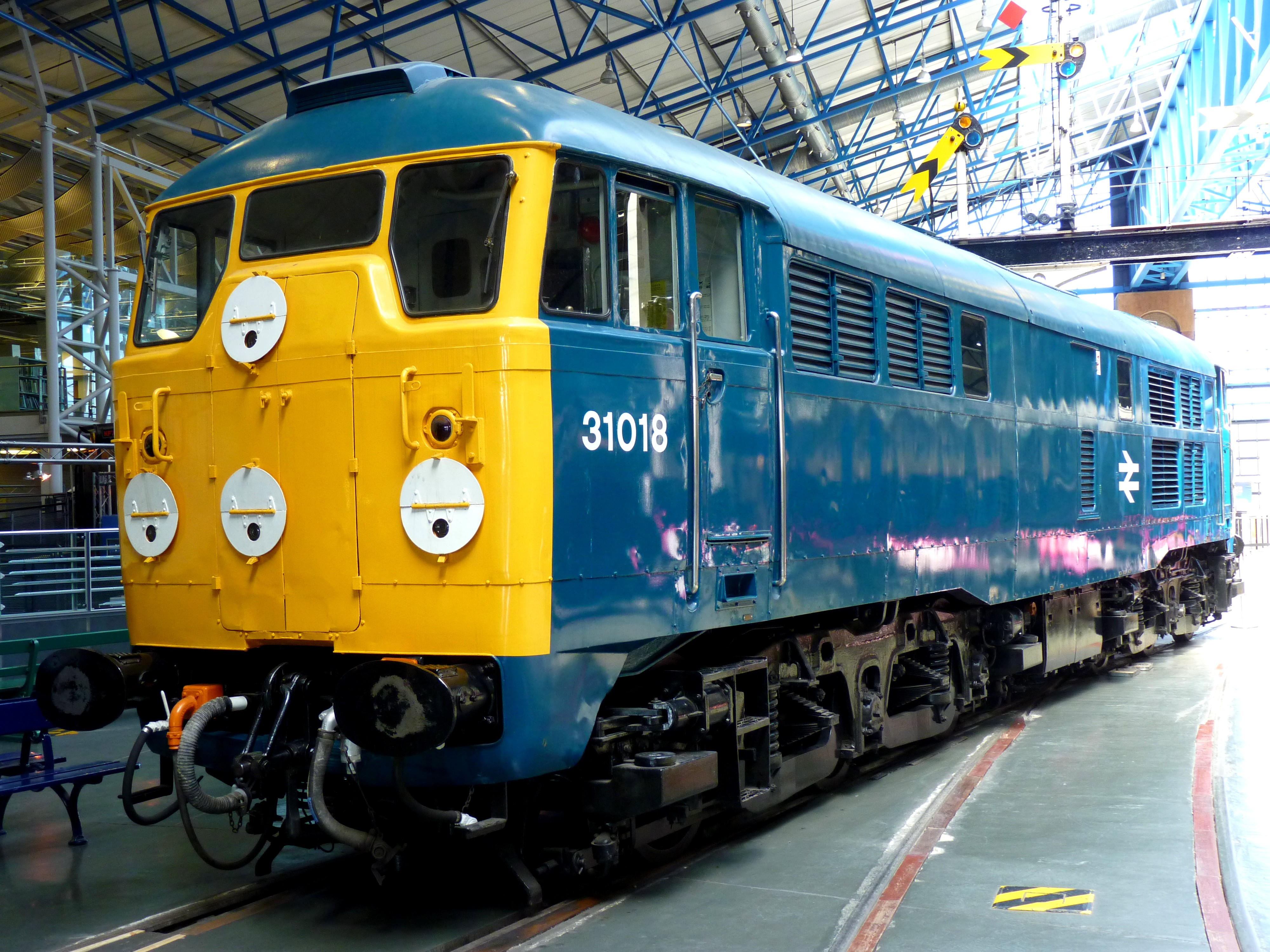
British Rail 31 sorozat a Nagy csarnokban
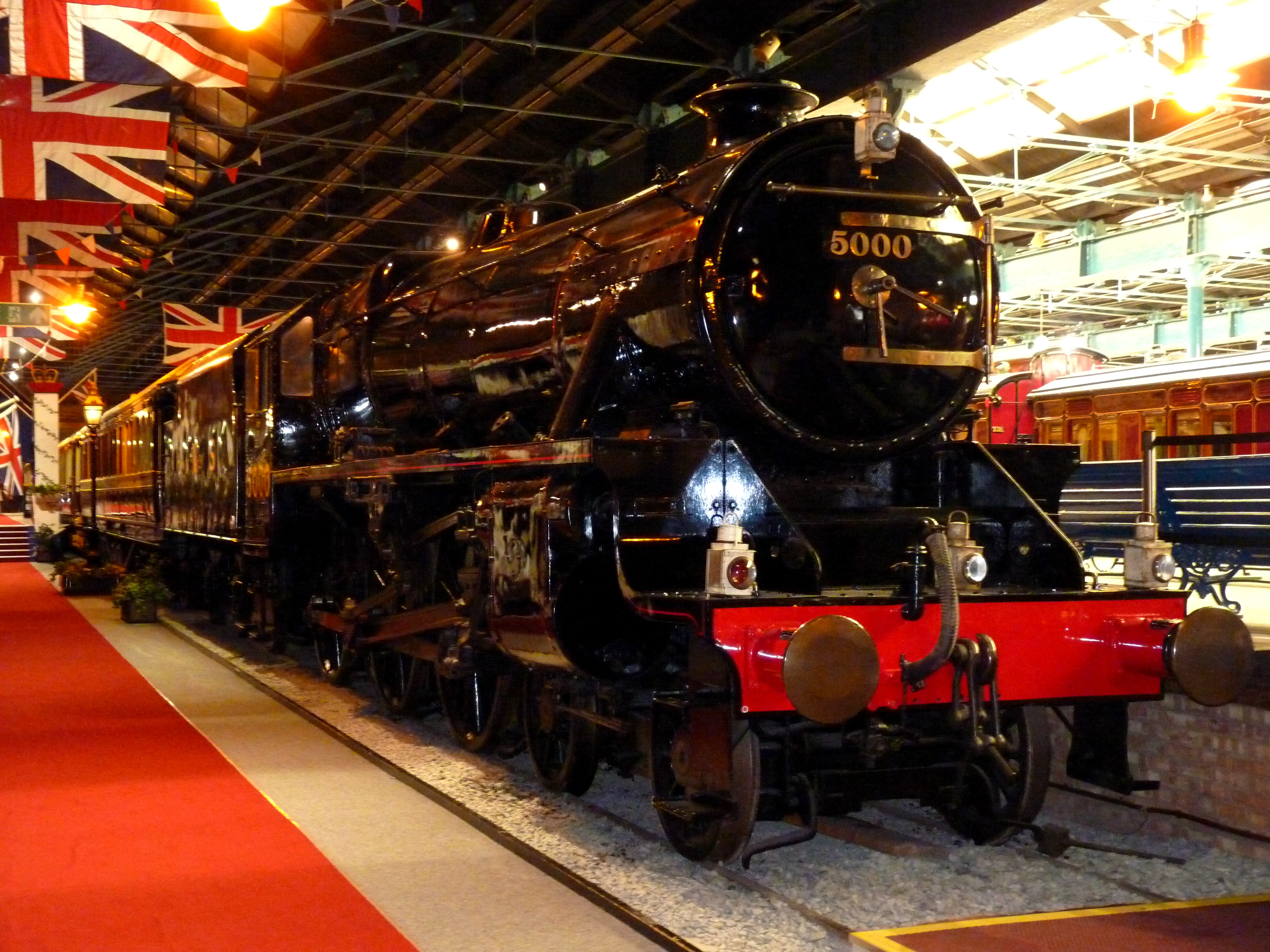
Királyi szerelvény 2.

## Multimédia
- A Tornado Peppercorn érkezése Yorkba